# Mometason

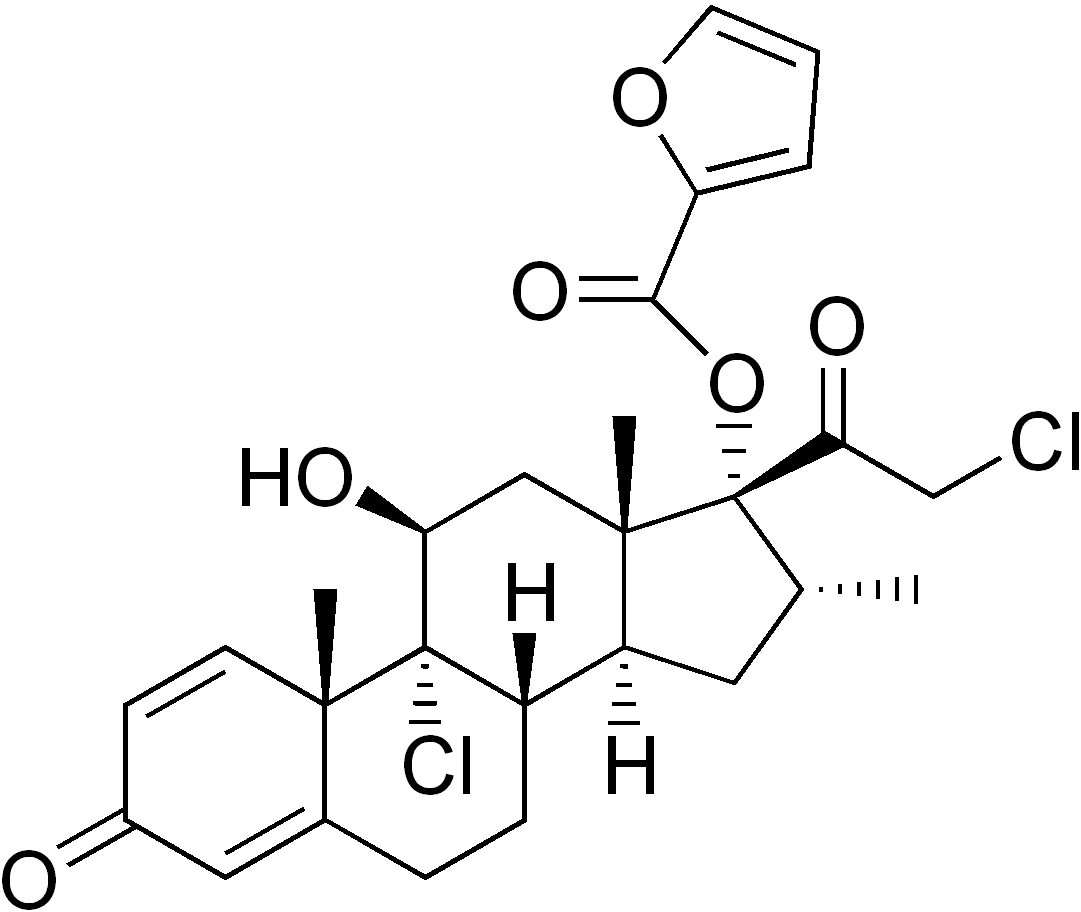
Molekylstruktur för mometason

Mometason (i form av mometasonfuroat) är en stark glukokortikoid och steroid. Substansen används som läkemedel för att minska inflammation i luftvägar och på hud (utvärtes), framför allt som behandling av allergisk rinit, svårartade eksem och psoriasis.
Varunamn i Europa är Elocom https://cima.aemps.es/cima/dochtml/p/59708/P_59708.html Nasonex.